# Pleasures of the Flesh
Pleasures of the Flesh ist das zweite Studioalbum der US-amerikanischen Thrash-Metal-Band Exodus. Es erschien im Jahr 1987 über Combat Records. Es ist das erste Album mit Sänger Steve Souza und enthält die Singleauskopplung „Deranged“.

## Entstehung
Pleasures of the Flesh wurde nach dem Ausstieg von Paul Baloff, der die Band aufgrund persönlicher und musikalischer Differenzen wie auch aufgrund des Alkoholkonsums verlassen musste. Mit Baloff waren bereits einige Demos zum Album aufgezeichnet worden. Er wird auch als Co-Autor bei den Stücken „Seeds of Hate“, „Pleasures of the Flesh“ und „Brain Dead“ genannt. Die übrigen Stücke wurden von Gary Holt mit Steve Souza geschrieben, der von Testament kam. Mit dem 40 Sekunden langen 30 Seconds wurde ein Stück mit klassischer Gitarre aufgenommen. Eingespielt wurde das Album im Tonstudio Alpha & Omega Recordings in San Francisco und von Marc Senesac und der Band produziert. Der zunächst vorgesehene Produzent Mark Whitaker wurde entlassen, was zu einer Verzögerung der Albumveröffentlichung führte. Whitaker hatte noch die Schlagzeugspuren des Albums produziert.
Das Album erschien mit einem comic-ähnlichen Originalcover, das die Band als Kannibalen zeigt, die sich auf ihre Mahlzeit vorbereiten. Hiervon gab es auch eine Picture-Disc. Eine spätere Aufnahme zeigt die Bandmitglieder an einem Tresen.

## Rezeption
Eduardo Rivadavia von Allmusic nannte Pleasures of the Flesh „beinahe einen Evolutionsschritt rückwärts“. Außer dem einprägsamen Titelstück liefere die Platte nichts ab. Er gab zwei von fünf Sternen. Das Magazin Rock Hard nahm das Album 2009 in seine Liste der 250 Thrash-Metal-Alben, die man kennen sollte, auf. Pleasures of the Flesh erreichte Platz 82 in den US-amerikanischen Albumcharts.
Steve Souza bezeichnete Pleasures of the Flesh 2013 neben Fabulous Disaster als sein Lieblingsalbum von Exodus.
Tom Lubowski rezensierte das Album rückblickend im Metal Hammer anlässlich des 35. Jubiläums im Rahmen des Artikels Das Metal Jahr 1987. Er schrieb dem aufgrund des Sängerwechsels von Paul Baloff zu Steve Souza Album zu, eine nahezu beispiellose Zäsur in der Bandkarriere von Exodus darzustellen. Trotzdem würden Songs wie „Pleasures Of The Flesh“, „Chemi-Kill“ und „Braindead“ "fleißig der Debütscheibe [nacheifern]."

## Titelliste
1. Deranged (3:46) (Steve Souza, Gary Holt, Rick Hunolt, Rob McKillop, Tom Hunting)
2. ‘Til Death Do Us Part (4:50) (Souza, Holt, Hunolt, McKillop, Hunting)
3. Parasite (4:55) (Souza, Holt, Hunolt, McKillop, Hunting)
4. Brain Dead (4:15) (Souza, Holt, Hunolt, McKillop, Hunting, Paul Baloff)
5. Faster Than You’ll Ever Live to Be (4:26) (Souza, Holt, Hunolt, McKillop, Hunting)
6. Pleasures of the Flesh (7:37) (Souza, Holt, Hunolt, McKillop, Hunting, Baloff)
7. 30 Seconds (0:40) (Souza, Holt, Hunolt, McKillop, Hunting)
8. Seeds of Hate (4:57) (Souza, Holt, Hunolt, McKillop, Hunting, Baloff)
9. Chemi-Kill (5:46) (Souza, Holt, Hunolt, McKillop, Hunting)
10. Choose Your Weapon (4:52) (Souza, Holt, Hunolt, McKillop, Hunting)

### Bonustracks der CD-Wiederveröffentlichung von 2008 und weiteren CD-Wiederveröffentlichungen
1. Chemi-Kill (Live) (5:44) (Souza, Holt, Hunolt, McKillop, Hunting)
2. ‘Til Death Do Us Part (Live) (4:38) (Souza, Holt, Hunolt, McKillop, Hunting)
3. Brain Dead (Live) (4:29) (Souza, Holt, Hunolt, McKillop, Hunting, Baloff)
4. Dirty Deeds Done Dirt Cheap (Live) (4:15) (Angus Young, Malcolm Young, Bon Scott)

### Coverversion
- „Dirty Deeds Done Dirt Cheap“ ist eine AC/DC-Coverversion. Das Lied wurde ursprünglich 1976 auf dem Album Dirty Deeds Done Dirt Cheap veröffentlicht.

### Wissenswertes
- Die vier Bonustracks wurden am 14. Juli 1989 im Fillmore in San Francisco aufgenommen. Hierbei handelt es sich um die Hälfte des aus insgesamt acht Songs bestehenden und 1991 veröffentlichten Livealbums Good Friendly Violent Fun. Die andere Hälfte der Songs wurde der Wiederveröffentlichung von Fabulous Disaster hinzugefügt.